# Немецкая школа журналистики
Немецкая школа журналистики (нем. Deutsche Journalistenschule, DJS) — одна из старейших и самых авторитетных независимых школ журналистики в немецкоязычном пространстве. Расположена в Мюнхене.

## История
Школа была основана в 1949 году журналистом Вернером Фридманом как институт, а с 1959 года зарегистрирована как общественное объединение (Verein). Первые 21 студента начали обучение в июне 1949 года.

## Статус и финансирование
НШЖ финансируется через партнёрства с более чем 50 СМИ, издательствами, университетами и другими структурами, сохраняя редакционную независимость.

## Обучение
Каждый год принимается 45 студентов. Предлагаются два пути:
- Компактный курс (15 месяцев): 9 месяцев обучения + 2 стажировки по 3 месяца.[4]
- Мастер-программа (2 года): обучение в DJS и LMU (Университет Людвига Максимилиана), включая магистерскую работу и стажировки.[4]

Программа охватывает все форматы журналистики — печатные, цифровые и аудиовизуальные СМИ..

## Выпускники
С 1949 года DJS окончили более 2600 журналистов, многие из которых работают в ведущих СМИ Германии и Австрии.

## Миссия
Школа делает ставку на честную и профессиональную журналистику, особенно актуальную в борьбе с дезинформацией и пропагандой.